# Nacionalna Modra pot E4
Nacionalna Modra pot E4 (v madžarščini Országos Kéktúra, Kéktúra ali preprosto OKT) je del mreže evropskih pešpoti z oznako E4 (od Gibraltarja – Pirenejev – Bodenskega jezera – Blatnega jezera – Rile – Krete do Cipra (Larnaka)) na Madžarskem. Pot se začne na vrhu gore Irottkő (884 m) na avstrijsko-madžarski meji, nato preseka Madžarsko in se na koncu konča 1168 km kasneje pri vasi Hollóháza ob madžarsko-slovaški meji. (Interaktivni zemljevid). Ime Kéktúra (Modra pot) se nanaša na markacijo same poti: to je vodoravna modra črta med dvema belima pasovoma. Vsi segmenti poti so prosto dostopni javnosti; ni treba plačati pristojbin ali pridobiti dovoljenj, obstaja samo en trajekt, ki lahko premosti Donavo med Višegradom in Nagymarosom, kjer je treba kupiti vozovnico.
Modra pot med svojim potekom obišče nedvomno najlepše naravne in umetnostne znamenitosti Madžarske, npr. več kot ducat utrdb in gradov, razglednih stolpov, tri mesta svetovne dediščine Madžarske (panorama Budimpešte s hribov, stara vas Hollókő in stalaktitna jama Aggtelek), Blatno jezero, Donavski okljuk in ugasli vulkani porečja Tapolca itd.
Po zadnji raziskavi GPS, ki je bila izvedena leta 2020, je bila njena skupna dolžina izmerjena na 1168,2 km, skupna višinska razlika pa je bila ugotovljena 30.213 metrov v smeri zahod-vzhod na celotni poti.

## Zgodovina
Nacionalna Modra pot (tudi Blur Trail ali Tour) je bila prva pohodniška pot na dolge razdalje ne le na Madžarskem, ampak v celotni Evropi. Njena pot je bila prvič zapisana leta 1938; njena dolžina je bila takrat 910 km. Številni madžarski pohodniki so pot začeli po drugi svetovni vojni, zato je Sekcija pohodnikov v naravi (Nature Rambler Section) Športnega kluba Lokomotív iz Budimpešte leta 1952 razglasila Državni pohod po »modri« pohodniški poti.
Odbor Sindikata železniških uslužbencev Sekcije pohodnikov je to pot razvil na državni ravni leta 1953 in izdal prvo brošuro, ki je celotno pot prikazala v skicah zemljevida.
Pozneje je organizacijo in nadzor nad gibanjem Modre poti leta 1961 prevzelo madžarsko društvo (Hungarian Rambler's Association) prijateljev narave (MTSZ).
Toda Modra pot je bila poznana le med pohodniki vse do začetka 80. let prejšnjega stoletja, ko je madžarska TV predvajala serijo o poti Poti. Organizator in urednik te serije je bil Pál Rockenbauer, ki je takrat delal v uredništvu Natura Madžarske TV. Pál Rockenbauer je organiziral majhno ekipo in prehodili so Nacionalno Modro pot v 76 dneh v smeri vzhod-zahod. Vse (kamere, filme in ostalo opremo) so nosili v nahrbtnikih in se brez zunanje pomoči lotili celotnega projekta.
Njihovo delo je bilo zelo uspešno: serija je pritegnila pozornost ljudi na National Blue Trail. Vsi so spoznali Pot na Madžarskem in mnogi so jo začeli hoditi. Veliko pohodnikov ima serijo na videu ali DVD-ju doma. Pál Rockenbauer je leta 1987 med pohodom po poteh Modre poti blizu vasi Katalinpuszta ob vznožju gore Naszály naredil samomor. Na tistem mestu ob poti Nacionalne Modre poti ga ohranja lesen steber.

## Potrditev dokončanja
Celotno pot ali njene odseke je mogoče opraviti za zabavo brez kakršne koli potrditve. Vendar pa je dokončanje Modre poti zelo pomemben dogodek v življenju madžarskih pohodnikov, zato imajo na splošno svojo osebno brošuro (cena je 1990 HUF, približno 5,5 evra v letu 2020).
Na poti Modre poti je 147 kontrolnih točk (žigov). Udeleženci morajo potrditi zaključek ture tako, da opravijo vse kontrolne točke. To lahko preverijo z datiranjem in žigosanjem ustreznega okvirja v brošuri za osebno dokončanje. Obvezno je žigosati na vsaki kontrolni točki. Če to ni mogoče (ker žiga ni na voljo ali pa se pohod začne ali konča na mestu brez žiga), je sprejemljivo žig pridobiti v bližnji trgovini, pri županu ipd. ali narediti jasno prepoznavno fotografijo lokacije in pohodnika. Nacionalna Modra pot ima svoje znamke z imenom ustreznih krajev. Dobijo se v lokalih ali trgovinah po vaseh, na železniških postajah običajno na blagajnah, velikokrat pa so v gozdu v svojih standardnih modro-belih boksih, opremljenih na drevesih ali na ograjah gozdarskih domov.
Kot je razvidno iz slike na levi strani, so na poti Modre poti različne vrste žigov. Ta slika je list iz brošure za osebno dokončanje, ki je že potrjena z žigi.
Žig Koldusszállása je na drevesu v majhni železni škatli ob dostopni cesti lovske koče. To je preprost žig z imenom kraja.
Pri Gerecse üdülő (otroško letovišče Gerecse) je kovinska škatla žiga opremljena na vogalu ograje. Ta žig je železen žig z vklesanimi črkami.
Žig domačije Pusztamarót je podoben žigu Koldusszállása. Njegova škatla je na borovcu na robu velikega travnika.
Žig Bányahegyi erdészház (gozdarski dom Bányahegy) je bil ukraden na dan pohoda, zato je moral udeleženec poiskati drugo mesto za pridobitev overitve v svoji knjigi. To je bil pub z imenom "Hubertus" v vasi Tardos - njegova oddaljenost je približno 3 km od prvotnega mesta žigosanja. Podobna žiga sta dva, saj je pohodnik tu končal pohod in kasneje začel drugega.
Običajno morajo pohodniki začeti ali končati izlet na kontrolni točki. V tem primeru morajo na isti kontrolni točki dvakrat žigosati: na koncu pohoda in na začetku naslednjega pohodnega izleta, če sta to na dva različna datuma. Če je ta kontrolna točka na začetku ali koncu uradnega odseka Modre poti, sta na tej kontrolni točki v brošuri o osebnem izpolnjevanju dve polji. V drugih primerih je okvirček le en, vendar morajo pohodniki žigosati dvakrat: najprej v okvirček in kasneje nad ali pod njim – kjer lahko najdejo dovolj prostora. Seveda, če nekdo pride samo do kontrolne točke in gre naprej, je dovolj en žig.
Fotografije so sprejete, če prikazujejo kraj in osebo skupaj. Po končani celotni poti je treba brošuro odnesti ali poslati na Zvezo madžarskih pohodnikov v Budimpešti ali lokalno v podružnico, kjer bodo dokončanje preverili in potrdili, nakar se izda spominska značka.

## Nagrade za dokončanje Modre poti
Vsakdo, ki opravi Modro pot, je upravičen do značke Modre poti MTSZ. Ta je za člane MTSZ brezplačna; nečlani morajo plačati proizvodne stroške. Značka je nepravilen štirikotnik s cesto, ki vodi proti goram, z modrim podpisanim stebrom in spodaj v rdečem traku z naslednjim besedilom: »Országos Kék-túra MTSZ«. MTSZ pripravi in preda značko - če je le mogoče - med manjšo slovesnostjo. Evidenca o tistih, ki so pot opravili, vodi tudi Društvo.
Statistika Madžarske pohodniške zveze kaže število nastopajočih od leta 1961, 5 ljudi. Leta 1962 je državno Modro pot končalo že 84 ljudi, leta 1963 pa 87 ljudi; njihovo število je leta 1966 doseglo vrhunec pri 168. Po tem je vsako leto običajno 70–130 ljudi šlo po  Modri poti. Ta številka je kazala rahel trend padanja pred spremembo režima, vendar je dosegla najnižjo točko v letih 1991 (41 ljudi) in 1995 (37 ljudi). Od takrat pa je začela dinamično rasti, leta 2012 je prvič presegla 200 ljudi, leta 2015 dosegla vrh 231 ljudi in leta 2019 presegla 400 ljudi. Seznam nastopajočih je na voljo na uradni spletni strani, ki jo upravlja Madžarska pohodniška zveza. Seznam vključuje imena tistih, ki so privolili v njihovo razkritje.
Na poti Modre poti so trije odseki, ki imajo svoje značke. Te je mogoče dobiti brez dokončanja celotne poti; vendar je z dokončanjem Traila pohodnik upravičen tudi do teh.
- Dorogtól Nógrádig túramozgalom (Pohodniško gibanje med Dorogom in Nógrádom) skozi gorovje Pilis, Budim in Börzsöny – 138,8 km, skupno 4490 m vzpona.
- Mátra-Bükk útjain túramozgalom (Gibanje pohodnikov po poteh gorovja Mátra in Bükk) – 120,0 km, 4360 m skupnega vzpona
- Veszprém megyei kéktúra túramozgalom (Gibanje pohodnikov na Modri poti okrožja Veszprém) med Sümegom in Bodajkom skozi Balatonsko višavje in Bakonjsko hribovje – 247,8 km, 5360 m skupnega vzpona
Otroško modro pot (GYKT) lahko opravijo otroci, stari od 6 do 14 let, ki po Modri poti hodijo 300 km. Razdeljena je na 9 regij:
- Hribovje Kőszeg – Mala madžarska nižina
- Balatonsko višavje
- Bakonjsko hribovje
- Gričevje Vértes – gričevnata dežela Gerecse
- Hribovje Pilis –Budimsko hribovje
- Hribovje Börzsöny – gričevnata dežela Cserhát
- Hribovje Mátra
- Hribovje Bükk – Hribovita dežela Aggtelek
- Hribovita dežela Cserehát – gore Zemplén
Otroci, ki opravijo vsaj 50 km razdalje v regiji, pridobijo regijsko značko Otroške Modre poti (GYKT); v vsaki regiji si lahko prisluži največ eno značko, ne glede na prehojeno razdaljo. Če skupna dolžina opravljenih odsekov doseže 300 km, pridobijo značko GYKT. V primeru organiziranja in vodenja skupine otrok lahko vodja pridobi značko, če je število otrok najmanj 6.
Dokončanje GYKT šteje tudi za pridobitev značke OKT. Potrditev zaključka je enaka kot v OKT.

## Podroben opis poti

### Hribovje Kőszeg in Mala ravnica
142,1 km, 460 m višinske razlike
Začetek Modre poti je na vrhu hriba Írott-kő / Geschriebenstein (884 m) ob vznožju razglednega stolpa na avstrijsko-madžarski meji in vodi med hribovjem Kőszegi-hegység (Kőszeško hribovje) do mesta Kőszeg. Poteka mimo Hétvezér-forrás (Izvir sedmih voditeljev), razglednega stolpa Óház-tető in cerkve Kalvarije v Kőszegu. Modra pot za Kőszegom doseže široke ravnice reke Raba. Trasa Poti prečka Malo madžarsko nižino v smeri severozahod-jugovzhod preko Sárvára – kjer pot prečka reko Rábo – do Sümega. Skupni vzpon na 120 km dolgem ravninskem delu je le 460 metrov.
Mesta za žigosanje:
Razgledni stolp Írottkő, Hétvezér-forrás (Izvir sedmih voditeljev), Kőszeg, Tömörd, Ablánci Malomcsárda (Taverna z vodnim mlinom v Abláncu), Szeleste, Bögöt, Csényeújmajor, gozdna postaja Sárcenyeújmajor, postaja Sárládgekújmajor, gozdna postaja Sárcejlodgeerúnter, Sárcejlodgeerúnter, postaja Sárlánci Malomcsárda , vas Káld, vas Hosszúpereszteg, gozdarski dom Szajk pri jezerih Szajk, železniška postaja Ötvös, Kisvásárhely, železniška postaja Sümeg

### Balatonsko višavje
129.9 km, 2870 m višinske razlike
V mestu Sümeg Modra pot doseže rob ravnice in pot poteka med 200–300 metrov visokimi griči Balatonskega višavja. Pot obišče ruševine gradu Tátika in budistično stupo v vasi Zalaszántó. Kasneje pot doseže stare, ugasle vulkane ob obali Blatnega jezera. Pot med drugim obišče Szent György-hegy (415 m), Badacsony (437 m), Gulács (393 m) in Csobánc (376 m). Vrhovi ugaslih vulkanov se dvigajo 250–300 metrov nad kotlino Káli. Za kotlino gre Modra pot med hribe, dokler ne doseže Nagyvázsonyja.
Mesta za žigosanje:
Železniška postaja Sümeg, gozdarska koča Sarvaly, Zalaszántó, Rezi, Gyöngyösi csárda (Taverna Gyöngyös), avtobusna postaja Hévíz, železniška postaja Keszthely, Vállus, Lesenceistvánd, železniška postaja Tapolca Castlemic Badzenrgyöget, S. železniška postaja, Káptalantóti, Mindszentkálla, Szentbékkálla, Balatonhenye, turistično zavetišče Csicsó, Nagyvázsony.

### Bakonjsko hribovje
117.9 km, 2490 m višinske razlike
Od Nagyvázsonyja pot doseže Bakony (Bakonjsko hribovje), ki je prvi člen dolge vrste Čezdonavskega gorovja (Transdanubia) na Madžarskem. Najprej se Modra pot povzpne na vrh Kab-hegy (599 m) in se spusti v dolino do železniške postaje Városlőd-Kislőd. Za Bakonybélom pot obišče najvišji vrh Bakonyja, Kőris-hegy (700 m). Za Zircem vodi pot Modre poti med hribe vzhodne Bakonije. To območje je najstarejše v madžarskem sredogorju, ima le blage hribe in doline.
Mesta za žigosanje:
Nagyvázsony, gozdarska koča Kab-hegy, Úrkút, železniška postaja Városlőd-Kislőd, Németbánya, Bakonybél, vrh gore Kőris, Borzavár, železniška postaja Zirc, Bakonynána, Jásd, Třebőkő, Bakonyná, Jásd, Třebőkőrájké

### Gričevje Vértes in hribovje Gerecse
115.7 km, 3110 m višinske razlike
Modra pot poteka skozi gozd približno 400 metrov visoke vulkanske planote Vértes in doseže hribovje Gerecse. Z vrhov zadnjih hribov te regije se odpira zelo lep razgled proti Donavi in Slovaški.
Mesta za žigosanje:
Bodajk, Csókakő, Gánt, domačija Mindszentpuszta, Kőhányáspuszta, grad Gesztes, železniška postaja Szárliget, turistično zavetišče Somlyóvár, lovska koča Koldusszállás, ruševine otroškega počitniškega naselja Blodgetógégreshédésédérés, počitniško naselje za otroke Péliföldszentkereszt, Mogyorósbánya, Tokod, železniška postaja Dorog.

### Hribovje Pilis in Budimsko hribovje
100.7 km, 2880 m višinske razlike
|  |  |  |

Hribovje Pilis leži v velikem okljuku Donave, kjer zavije proti jugu iz prejšnje smeri zahod-vzhod. Modra pot je tukaj podobna veliki, obrnjeni črki "Ω"; Pot poteka najprej v južni smeri do območja Budimpešte, le dotika se gozdov prestolnice (Budimsko hribovje). Nekaj kasneje se pot vrne v Piliško hribovje in doseže Donavo na Donavskem okljuku pri Višegradu, priljubljeni turistični destinaciji, znani po gradu na vrhu hriba.
Mesta za žigosanje:
Železniška postaja Dorog, Klastrompuszta, železniška postaja Piliscsaba, lokal z imenom Muflon Itató na Zsíroshegyju, otroška železniška postaja Hüvösvölgy, vrh Hármashatár-hegy, Virágos-nyereg (Virágos Bridély), (Virágos Bricély, Köreev Kérevély) Pilisszentkereszt, vrh Dobogókő (700 m), gozdarski dom Sikáros, Pilisszentlászló, gozdarski dom Pap-rét, vrh Nagy-Villám, blagajna trajekta v vasi Visegrád

### Hribovje Börzsöny in hribovita dežela Cserhát
157.1 km, 4890 m višinske razlike
Modra pot se nadaljuje po levi obali Donave in se povzpne na vrhove Börzsönyja (Nagy-Hideg-hegy: 864 m in Csóványos: 938 m) in za vrhom Naszály (652 m) doseže hribovje Cserehát. Hollókő, svetovna dediščina, leži med hribi in na Poti. Po vrhu Tepke (566 m) pot doseže gorovje Mátra.
Mesta za žigosanje:
Železniška postaja Nagymaros, Turistični hostel Törökmező, Turistični hostel Kisinóc, Turistični hostel Nagy-Hideg-hegy (864 m), železniška postaja Nógrád, Magyarkút, Katalinpuszta, Ősagárd, Felsőpetény, Alsópetény, Sédaváhány, Kézanáháyán, Kézanáhání, , Nógrádsipek, Hollókő, domačija Nagymező-puszta, Nagybárkány, Mátraverebély.

### Hribovje Mátra
65.1 km, 2480 m višinske razlike
Mátra je najvišje hribovje na Madžarskem; Modra pot se povzpne na dva vrhova: Galyatető (964 m) in Kékes (1014 m) – slednji je najvišji vrh Madžarske. Po vrhovih se Pot spusti po dolgem vzhodnem grebenu do vasi Sirok in kasneje do Szarvaskőja.
Mesta za žigosanje:
Mátraverebély, turistični hostel Ágasvár, Mátraszentistván, vrh Galyatető, gozdarski dom Nyírjes, turistični hostel Vörösmarty, Mátraháza, vrh Kékes, gozdarska koča v mestu Hárrok Sipuzzta, Restavracija Sipuzőzta v Hárroku Sipuzőva

### Hribovje Bükk in Aggtelek
116.6 km, 3150 m višinske razlike
Pot se povzpne na 800–900 metrov visoko planoto hribovja Bükk, nato pa se spusti v dolino reke Sajó. Kasneje po Modri poti obiščemo kapniško jamo Aggtelek, ki je na seznamu svetovne dediščine, na Aggteleškem krasu in nato doseže dolino reke Bódva.
Mesta za žigosanje:
Szarvaskő, Gostišče Telekessy, Bélapátfalva, jamsko zavetišče Cserepes-kő, Smučarska hiša Bánkút, Mályinka, Uppony, železniška postaja Putnok, Kelemér, Gömörszőlős, Zádorfalva, Aggtelek, Jósvafő, ruševine Derenk, ostanke Szabó-pallag gozdarskega doma, Bódvaszilas železniška postaja.

### Hribovje Cserehát in Zemplén
160.8 km, 3550 m višinske razlike
Modra pot prečka hribovje Cserehát in doseže zadnji del Severnomadžarskega hribovja, hribovje Zemplén. Po prečkanju hribovja od zahoda proti vzhodu pot pri Sátoraljaújhelyju ostro zavije proti severozahodu in se na koncu povzpne na najvišji vrh Nagy-Milic (895 m), ki stoji na madžarsko-slovaški meji. Na koncu se spusti do kraja Hollóháza. Tu je končna točka Nacionalne Modre poti, ki je označena z majhnim spomenikom.
Mesta za žigosanje:
Bódvaszilas železniška postaja, Tornabarakony, Rakacaszend, Felsővadász, Abaújszolnok, Baktakék, Fancsal, elektrarna Gibárt Hidroelektrarna, Hernádcéce, Železniška postaja Boldogkőváralja, Mogyoróska, Regéc, Istvánkút lovska koča za, doma Eszkála lovskem, Makkoshotyka, Cirkáló-tanya domačija, Bányi-nyereg (Col of Bány), Vágáshuta, Nagyhuta, Nagybózsva, Füzér, Bodó-rét (Bodó Beadow), Hollóháza